# Vo Chi Cong
Vo Chi Cong fou un polític vietnamita (província de Quang Nam, 1912 o 1914) i militant nacionalista que lluità contra els francesos i japonesos. El 1962 esdevingué secretari general del Partit Revolucionari Popular (Lao Dong, a Vietnam del Sud).
En proclamar-se la República Socialista del Vietnam (1976), fou viceprimer ministre, càrrec que conservà fins al 1987, quan fou elegit president de la República. El 1991 fou exclòs del politburó, fet que significà el seu cessament com a president del Vietnam.